# La Petite Dame d'à côté
Pour plus de détails, voir Fiche technique et Distribution.
La Petite Dame d'à côté (titre original : The Speakeasy ou The Speak-Easy) est un court métrage américain muet réalisé par F. Richard Jones, sorti en 1919.

## Fiche technique
- Titre original : The Speakeasy
- Titre français : La Petite Dame d'à côté
- Réalisation : F. Richard Jones
- Photographie : Fred Jackman , J.R. Lockwood
- Producteur : Mack Sennett
- Société de production : Mack Sennett Comedies
- Distribution aux USA : Paramount Pictures
- Pays d'origine : américain
- Format : Noir et blanc — 35 mm — 1,33:1 — Son : Muet
- Genre : Comédie
- Durée : 2 bobines
- Dates de sortie : 
  - États-Unis : 21 décembre 1919
  - France 30 juillet 1920

## Distribution
- Charles Murray : le propriétaire de l'hôtel
- Marie Prevost : la fille du propriétaire
- Garry O'Dell : le fiancé
- Fanny Kelly : la femme du propriétaire
- Eddie Gribbon : le premier stagiaire
- Kalla Pasha : le second stagiaire
- James Finlayson : le juge
- Bert Roach : le détective
- Pat Kelly : le beau-père du propriétaire
- John Rand : le Shérif

Acteurs non crédités
- Joseph Belmont : un villageois
- Al Cooke : un policier
- Marvin Loback : un policier
- George O'Hara : un villageois